# Rink van der Velde
Rink van der Velde (Aalsum, 18 juni 1932 – Drachten, 17 februari 2001) was in de tweede helft van de 20e eeuw de meest gelezen Friese schrijver. Daarnaast werkte hij lange tijd als journalist, onder andere bij de Leeuwarder Courant.

## Leven

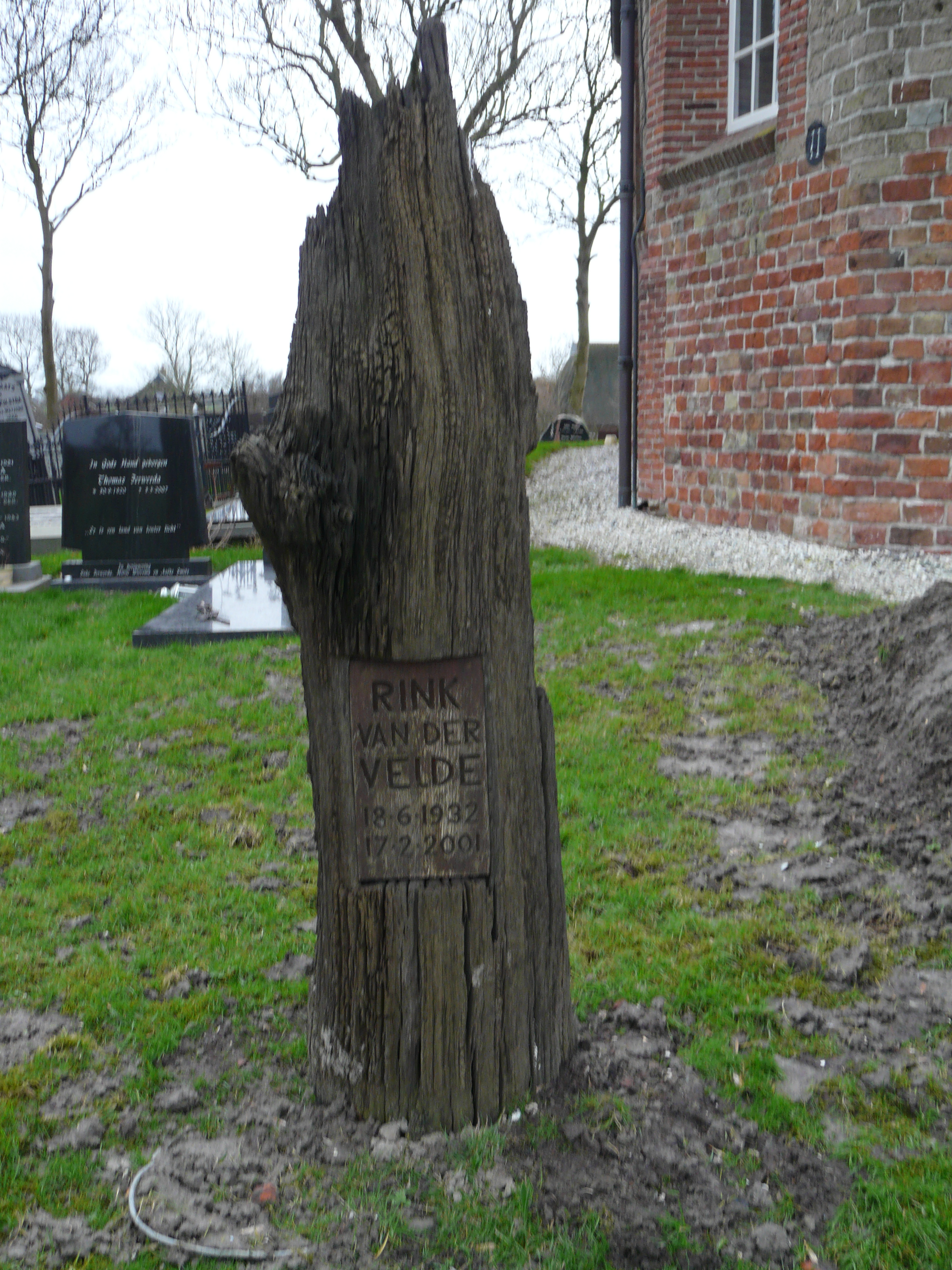
Graf van Van der Velde in Wetsens

Van der Velde werd geboren als vijfde kind en eerste zoon van de politieman Hendrik van der Velde en Hendrikje Pilat. Hij bracht zijn jeugd grotendeels in de Wouden door, omdat zijn vader in Beetsterzwaag werkte. Van der Velde volgde de ulo in Drachten en werkte vervolgens een tijdje als boerenarbeider in Frankrijk. Vanaf 1953 vervulde hij zijn militaire dienst bij de Koninklijke Marine. Daarna werd hij journalist, eerst bij de Nieuwe Dockumer Courant in Dokkum, toen bij de Drachtster Courant - de Friese editie van het socialistische dagblad Het Vrije Volk - en ten slotte bij de Friese Koerier. Na een fusie in 1992 kwam hij bij de Leeuwarder Courant terecht, waar hij tot zijn pensioen zou blijven werken. Hier schreef hij onder andere cursiefjes die zogenaamd uit het fictieve weekblad Bokwerder Belang waren overgenomen.
Van der Velde was sinds 23 december 1955 gehuwd met Wilhelmina Bekkema. Hij overleed op 68-jarige leeftijd te Drachten en werd begraven te Wetsens.

## Werk
Van der Velde debuteerde in 1959 als Fries schrijver met een feuilleton in het tijdschrift Frysk & Frij. In 1960 volgde zijn Nederlandstalige debuut met de roman De kleine kolonie. Daarna zouden nog 25 romans volgen, maar nu allemaal oorspronkelijk in het Fries geschreven. Een aantal ervan werd vertaald in het Nederlands, het Engels en het Oekraïens. Van der Velde had een voorkeur voor vrijgevochten types. Ook de Tweede Wereldoorlog speelt in zijn werk een belangrijke rol.
Als literair het meest gewaardeerd geldt de novelle De fûke (De fuik), waarin Van der Velde het drama van de arrestatie van de geheim agent Lodewijk van Hamel bij het Tjeukemeer verwerkte. De verfilming door Steven de Jong draagt dezelfde titel als het boek: De Fûke. Het meest gelezen boek uit zijn oeuvre is waarschijnlijk Feroaring fan lucht, waarvan in 2004 de 14de druk verscheen.
Zijn roman De houn sil om jim bylje, over de voeger en klompenmaker IJe Wijkstra die in 1929 vier veldwachters doodschoot, werd door Pieter Verhoeff verfilmd onder de titel Het teken van het beest (1980). In hetzelfde jaar verscheen ook de Nederlandse vertaling van de roman, onder dezelfde titel.

## Rink van der Veldeprijs
Na Van der Velde's overlijden werd in 2003 door uitgeverij de Friese Pers Boekerij en de gemeente Smallingerland de Rink van der Veldepriis ingesteld. Het is een tweejaarlijkse literaire prijs voor oorspronkelijk proza in het Fries of in een van de in Friesland gebezigde streektalen. Het moet geschreven zijn voor een breed lezerspubliek, in de geest van Rink van der Velde. De prijs bestaat uit een beeldje, gemaakt door Anne Woudwijk, en een geldbedrag van 2.000 euro.

#### Romans
- 1960: De kleine kolonie
- 1962: Joun healwei tolven (in 1965 vertaald als Vanavond half twaalf)
- 1963: Forliezers
- 1965: Beafeart nei Saint-Martin (in 1968 vertaald als Pelgrimage naar Saint-Martin)
- 1966: De Fûke (in 1970 en 1980 vertaald als De Fuik)
- 1967: Geiten, Griken en gekken
- 1968: Rjochtdei
- 1969: Chamsyn (in 1971 door Van de Velde zelf in het Nederlands bewerkt tot Chamsien)
- 1971: Foroaring fan lucht (in 1973 vertaald als Verandering van lucht)
- 1975: Pake Sytse (in 1986 vertaald als De terugkeer van Sytze Cavalier)
- 1978: De houn sil om jim bylje (in 1980 vertaald als Het teken van het beest)
- 1981: Om utens-omnibus: Jûn healwei tolven; Geiten, Griken en gekken; Chamsyn
- 1981: De Heidenen
- 1982: Foekje (met illustraties van Anjo Mutsaars)
- 1982: De Ofrekken
- 1985: De lange jacht
- 1987: De histoarje fan kammeraet Hollanski
- 1989: Jan Hut
- 1991: De nacht fan Belse Madam
- 1993: Gjin lintsje foar Homme Veldstra
- 1993: Rjochtdei op 'e skieding
- 1995: In fin mear as in bears (over Salomon Levy)
- 1998: Smoarge grûn
- 1999: Hepke
- 2000: Alde Maaie
- 2001: It guozzeroer

#### Verhalenbundels
- 1971: Ien foar 't ôfwennen
- 1973: Bokwerd Vooruit
- 1974: Stjerrende wier, heite
- 1975: Kruidenbitter: Kroegverhalen uit Friesland
- 1977: Bokwerd omhoog!
- 1979: Bokwerd for ever
- 1980: It is myn sizzen net
- 1983: Bokwert 1
- 1985: Bearenburger ferhalen/Berenburgse vertellingen
- 1987: De bêste fryske ferhalen
- 1988: Bloemlezen in Bokwerd
- 1992: Minsken is raar guod
- 1994: No sà
- 1997: Sa wie 't sawat

#### Toneel
- 1975: Durk Snoad
- 1977: De Fûke
- 1982: B.V. De Ruskepôlle
- 1983: Ut it singeliere libben fan Durk Snoad